# بيل هالي وفريق الكوميتس
بيل هالي وفريق الكوميتس (بالإنجليزية: Bill Haley & His Comets) فريق روك أند رول أمريكي، تأسس عام 1952 واستمر حتى وفاة هايلي في عام 1981.
اصدر الفريق من أواخر عام 1954 إلى أواخر عام 1956، تسع أغنيات فردية، كلها صعدت لقائمة أفضل 20 أغنية، واحدة منها كانت رقم واحد وثلاثة أخرى في المراكز العشرة الأولى. أصبحت أغنية «أرقص الروك على مدار الساعة Rock Around the Clock» المنفردة أكثر أغاني الروك أند رول مبيعًا في تاريخ هذا النوع واحتفظت بهذا المركز لعدة سنوات.

## أعضاء الفريق
قام أكثر من 100 موسيقي بالعزف مع بيل هالي وفريق الكوميتس بين عام 1952 وموت بيل هالي في عام 1981، وأصبح العديد منهم مفضلين لدى المعجبين على طول مشوارهم الفني. جرت عدة محاولات لم شمل الكوميتس في السبعينيات والثمانينيات.

## التقدير والجوائز
تم إدخال أغنية «أرقص الروك على مدار الساعة» في قاعة مشاهير جرامي، وهي جائزة جرامي تأسست عام 1973 لتكريم التسجيلات التي لا يقل عمرها عن 25 عامًا والتي تتمتع «بأهمية نوعية أو تاريخية».

## وصلات خارجية
https://www.imdb.com/name/nm0006426/ بيل هالي وفريق الكوميتس
https://www.discogs.com/artist/282897-Bill-Haley-And-His-Comets بيل هالي وفريق الكوميتس
http://www.rockabillyhall.com/BillHaley.html بيل هالي وفريق الكوميتس
http://www.rockabillyhall.com/Extra2.html نسخة محفوظة 11 أكتوبر 2011 على موقع واي باك مشين. بيل هالي وفريق الكوميتس
https://www.rockhall.com/inductees/comets بيل هالي وفريق الكوميتس